# Rechtsanwaltskammer bei dem Bundesgerichtshof

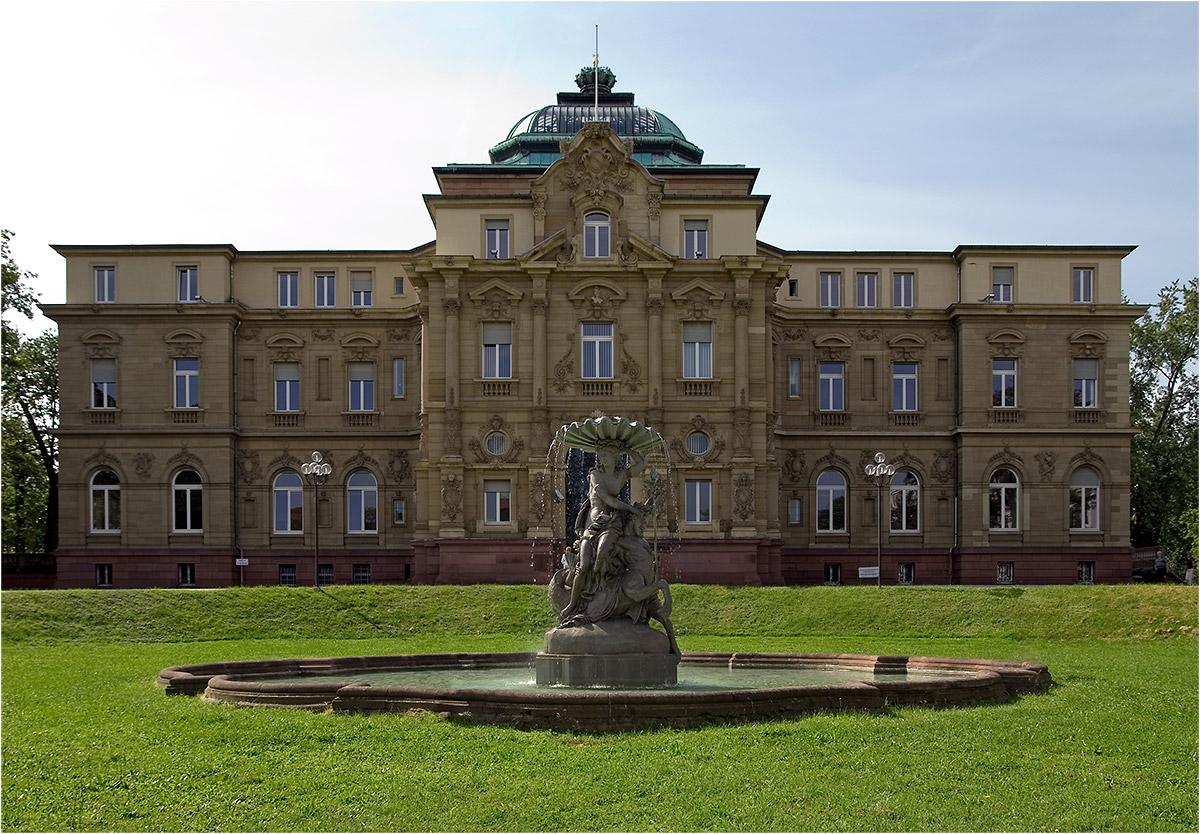
Erbgroßherzogliches Palais

Die Rechtsanwaltskammer beim Bundesgerichtshof ist eine von 28 Rechtsanwaltskammern in Deutschland. Sie hat ihren Sitz im Hauptgebäude des Bundesgerichtshofs (Erbgroßherzogliches Palais) an der Herrenstraße 45a in Karlsruhe. Der Vorstand besteht aus sechs Mitgliedern. Präsidentin ist Brunhilde Ackermann.
Daneben besteht der Anwaltverein der beim Bundesgerichtshof zugelassenen Rechtsanwälte.